# Сёгёт
Сёгёт (кирг. Сөгөт) — село в Манасском районе Таласской области Кыргызстана. Входит в состав Покровского аильного округа. Код СОАТЕ — 41707 225 833 05 0.

## Население
По данным переписи 2009 года, в селе проживало 263 человека.